# 박우동
박우동은 경상남도 함안 출신으로 부산고등학교를 졸업하고 서울대학교 법과대학에 재학 중이던 1956년 제8회 고등고시 사법과에 합격해 군 법무관을 거쳐 1960년부터
1968년까지 진주, 부산지방법원, 1969년 대법원 재판연구관, 1971년부터 1977년까지 대전지법 서울민사지법 서울가정법원 1978년 서울고등법원에서 부장판사를 하다가 1981년 서울가정법원장과 1983년 법원행정처 차장을 지냈으며 1986년 4월 17일부터 임기 5년의 대법원 판사에 임명되었다가 1988년 헌법 개정에 의한 6년 임기의 대법관에 임명되었다 대법관 퇴임이후 변호사로 활동하면서 1996년 치과의사 모녀 살인 사건에서 치과의사인 남편을 변호하였으나 1심에서 사형이 선고하자 "사망 시간을 밝히는 법의학은 단지 경험에 근거한 것에 불과하다"며 "판결에 승복할 수 없다"고 밝혔다. 이후 <법의 세상>ISBN 9788942370580을 저술하였다. 

## 주요 판결
- 대전지방법원 형사합의부 재판장으로 재직하던 1972년 입영대상자들로부터 돈을 받고 허위 진단서를 만들어 입영연기나 신체검사에서 불합격되게 한 대덕군 보건소 서무계장 등 26명에 대해 이중 20명에 대해 최고 징역1년6월, 5명에게 벌금형, 나머지 1명에게 선고유예 판결을 했다.[2]
- 서울민사지법에서 재직하던 1976년에 학교법인 명지학원이 제기한 건물철거청구소송사건 항소심에서 "실제 사용에 불편을 느끼지 않으면서 소유권을 앞세워상대방 곤경에 빠트린뒤 부당이득을 취하려는 소유권행사의 권리남용"이라고 하면서 원고 패소판결했다.
- 서울고등법원에서 재직하던 1978년 서울경찰 형사반장 부인을 칼로 위협 돈을 빼앗으려다 살해하여 1심에서 무기징역을 선고받은 피고인에 대해 "피고인이 경찰의 가혹행위에 못이겨 허위자백을 했다고 주장하고 사건현장에서 발견된 칼에서 피고인의 지문이 채취되지 않았으며 당시 입고 있었던 옷 소매의 혈흔 반점을 감정한 결과 숨진 이의 혈흔이 아니다"는 이유로 무죄를 선고했다.[3]
- 서울고법에서 재직하던 1977년 검인정 교과서 부정사건에서 문교부 편수국장에 대해 특정범죄가중처벌법을 적용해 징역3년 벌금500만원을 선고하는 등 피고인 27명에 대해 최고 징역3년에서 선고유예까지 각각 선고했다.
- 서울고법에서 재직하던 1978년 한국프라스틱공업협동조합 부정사건 항소심에서 특정범죄가중처벌법을 적용한 원심을 깨고 뇌물수수죄를 적용해 전 상공부 화학공업국장 최근선에게 징역2년 집행유예3년 추징금120만원을 선고하는 등 피고인 5명에 대해 징역1년6월~2녀네서 집행유예3년과 추징금70만원~150만원을 각각 선고했다.
- 서울고법에서 재직하던 1977년 12월 농협 도입 비료 부정사건에서 구속기소돼 1심에서 무기징역을 선고받은 백승빈에 대해 항소심 재판장으로 고혈압 등의 중증이라는 이유로 구속집행정지 결정을 했다.
- 서울고법에서 재직하던 1979년 긴급조치 9호와 특정범죄가중처벌법위반으로 구속돼 1심에서 징역3년 자격정지3년이 선고된 신민당 소속 김인기 의원에 대해 병보석을 허가했다.